# Blue Christmas
Singles de Elvis Presley
Ain't That Loving You Baby / Ask Me
(1964) Do the Clam / You'll Be Gone
(1965)
Clip vidéo
Blue Christmas (audio)
Blue Christmas ('68 Comeback Special)
sur YouTube
Blue Christmas est une chanson écrite par Jay Johnson et composée par Billy Hayes,,,, initialement interprétée par Doye O'Dell en 1948. Elle est surtout connue dans l'interprétation d'Elvis Presley en 1964.
Le titre a été repris en français sous le titre Doux Noël.

## Histoire
Cette chanson fut originellement enregistrée par l'acteur de westerns Doye O'Dell en 1948, mais fut rendue populaire deux ans plus tard par Ernest Tubb.
En 1957, elle fut enregistrée par Elvis Presley pour son album de Noël Elvis' Christmas Album. Il l'interpréta pour la première fois en public dans l'émission de télévision spéciale pour Noël 1968, intitulée Elvis, qui fut captée fin juin et diffusée à NBS le 3 décembre, donnant un nouvel élan à sa carriere. Le concert est maintenant connu comme le mythique « '68 Comeback Special » d'Elvis Presley.

## Classements
Version d'Elvis Presley
| Classement (1964)              | Meilleure position |
| ------------------------------ | ------------------ |
| Royaume-Uni (UK Singles Chart) | 11                 |

## Reprises
- Ernest Tubb
- Elvis Presley en 1964
- Frank Michael en français sous le titre Doux Noël sur l'album Joyeux Noël[7]
- Jean-Baptiste Guegan en français sous le titre Doux Noël